# 費爾波特 (紐約州)
費爾波特（英語：Fairport）是位於美國紐約州門羅縣的村。

## 人口
根據2020年美國人口普查的數據，費爾波特的面積為4.19平方千米，當中陸地面積為4.09平方千米，而水域面積為0.10平方千米。當地共有人口5501人，而人口密度為每平方千米1,313人。